# Bafole
Bafole est un village du Cameroun situé dans le département du Noun et la Région de l'Ouest. Il fait partie de l'arrondissement de Koutaba.

## Population
En 1966, la localité comptait 831 habitants, principalement Bamoun. Lors du recensement de 2005, on y a dénombré 1 970 personnes.

## Infrastructures
Bafole dispose d'une école publique, d'une école protestante, d'un poste vétérinaire, d'un marché à bœufs le lundi et le vendredi.